# Joe's Reward
Joe's Reward è un cortometraggio muto del 1912. Il nome del regista non viene riportato nei credit.

## Produzione
Il film venne prodotto dalla Reliance Film Company

## Distribuzione
Distribuito dalla Film Supply Company, il film - un cortometraggio di una bobina - uscì nelle sale cinematografiche degli Stati Uniti l'11 dicembre 1912.